# Khalkha
Le khalkha (mongol : ᠬᠠᠯᠬ᠎ᠠ
ᠠᠶᠠᠯᠭᠤ, cyrillique : халхын салбар аялгуу, MNS : khalkhyn salbar ayalguu ou mongol : ᠬᠠᠯᠬ᠎ᠠ
ᠠᠶᠠᠯᠭᠤ, cyrillique : халх аялгуу, MNS : khalkh ayalguu) est le dialecte de la langue mongole des Mongols khalkhas, habitants majoritaires de la Mongolie et de la Mongolie-Intérieure. C'est ce dialecte mongol qui est la langue officielle de la Mongolie.

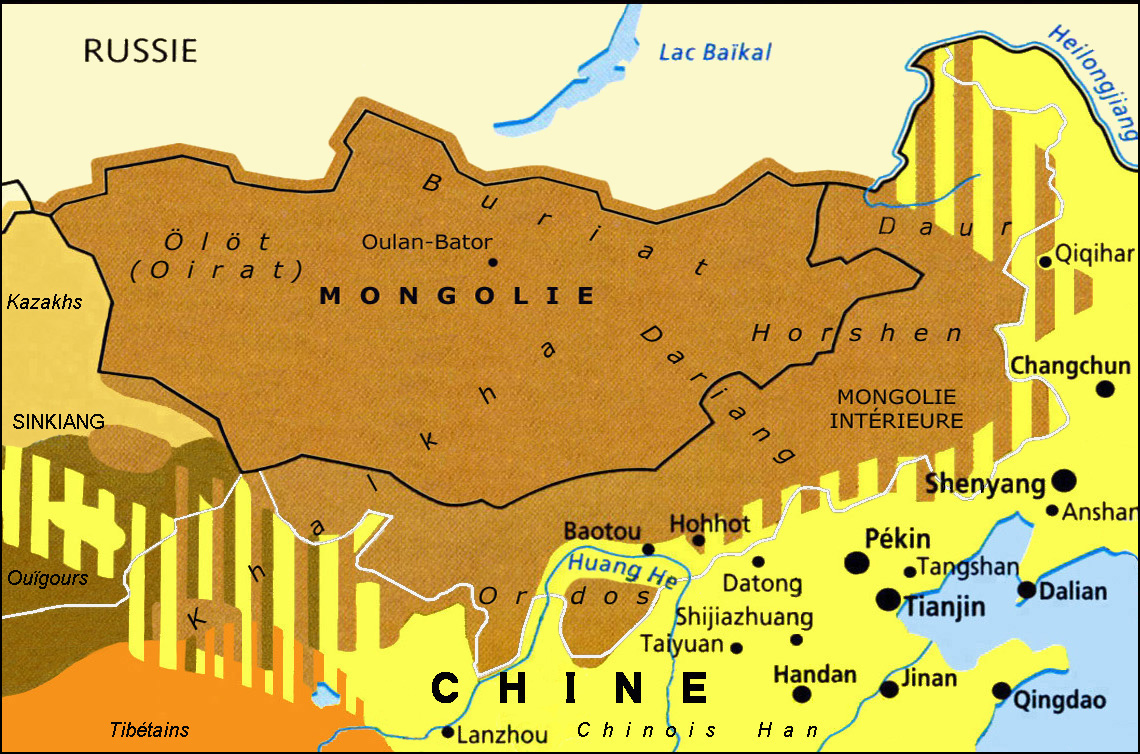
Aire de répartition du mongol (marron), avec la variante « Khalkha » au centre.

## Dialectes
Glottolog liste les dialectes suivants :
- khalkha
  - dariganga
  - halh
  - khotogoïte
  - sartul
  - tsongol